# 러시아 피겨스케이팅 연맹
러시아 피겨스케이팅 연맹(러시아어: Федерация фигурного катания на коньках России 영어: Figure Skating Federation of Russia)은 러시아의 피겨스케이팅 스포츠 행정 기구이며, 1992년 설립되었다.